# Frouville
Frouville is een gemeente in het Franse departement Val-d'Oise (regio Île-de-France) en telt 390 inwoners (2004). De plaats maakt deel uit van het arrondissement Pontoise.

## Geografie
De oppervlakte van Frouville bedraagt 7,6 km², de bevolkingsdichtheid is 51,3 inwoners per km².
De onderstaande kaart toont de ligging van Frouville met de belangrijkste infrastructuur en aangrenzende gemeenten.

## Demografie
Onderstaande figuur toont het verloop van het inwonertal (bron: INSEE-tellingen).